# Elecciones presidenciales de Chipre de 1993
Las elecciones presidenciales se celebraron en la República de Chipre el 7 de febrero de 1993. Georgios Vasiliou, Presidente incumbente, obtuvo en un principio una victoria minoritaria con el 44.2% de los votos, quedando Glafcos Clerides con el 36.7%. Al ser la victoria de Vasiliou insuficiente para obtener un segundo mandato, se requirió un balotaje sumamente ajustado el 14 de febrero. Repitiéndose el mismo escenario que en la anterior elección, solo que exactamente al revés, Clerides (que en la elección anterior había ganado en primera vuelta y fue derrotado por Vasiliou en la segunda), obtuvo una muy cerrada victoria (por poco más de dos mil votos), del 50.3%, y se convirtió en Presidente de Chipre para el período 1993-1998. La participación fue del 92.4% en la primera vuelta, y del 93.3% en la segunda.

## Resultados
| Candidato                          | Partido                            | Primera vuelta | Primera vuelta | Segunda vuelta | Segunda vuelta |
| Candidato                          | Partido                            | Votos          | %              | Votos          | %              |
| ---------------------------------- | ---------------------------------- | -------------- | -------------- | -------------- | -------------- |
| Glafcos Clerides                   | DISY                               | 130.663        | 36.7           | 178.945        | 50.3           |
| Georgios Vasiliou                  | AKEL                               | 157.027        | 44.2           | 176.769        | 49.7           |
| Pashalis Pashalidis                | Independiente                      | 66.300         | 18.6           |                |                |
| Georgios Mavrogenis                |                                    | 890            | 0.3            |                |                |
| Giannakis Taliotis                 |                                    | 755            | 0.2            |                |                |
| Votos en blanco/anulados           | Votos en blanco/anulados           | 8.483          | –              | 11.760         | –              |
| Total                              | Total                              | 364.118        | 100            | 367.474        | 100            |
| Votantes registrados/participación | Votantes registrados/participación | 393.993        | 92.4           | 393.993        | 92.4           |
| Fuente: Nohlen & Stöver            |                                    |                |                |                |                |